# あめみやともこ
あめみや ともこは、日本の童謡歌手。本名は雨宮 知子（読み同じ）。
歌のおねえさんとして知られている。

## 人物
- 山梨県出身。
- 全国童謡歌唱コンクールを機に童謡歌手を志す

## コンサート
一人でも多くの方に童謡を聴いていただきたいという思いから全国様々な場所にてコンサート活動を展開、幅広い年齢層に多くの支待を得ている。
- 東京駅チヤリーテイー駅コンサート
- 岩手県北上市童謡サミット

## テレビ出演
- BS日本テレビそれいけ!アンパンマンくらぶに知子おねえさんとして出演

## 受賞歴
- ミュージックフェスティバル2000童謡部門グランプリ新人賞受賞